# Otto Hirschfeld

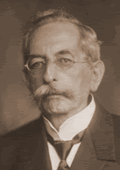
Otto Hirschfeld

Heinrich Otto Hirschfeld, född 16 mars 1843 i Königsberg, Kungariket Preussen, 
(nuvarande Kaliningrad, Ryssland), död 27 mars 1922 i Berlin, var en tysk historiker och urkundsutgivare. 
Hirschfeld blev 1872 professor vid tyska avdelningen av Karlsuniversitetet i Prag, 1876 vid Wiens universitet och 1885 vid Berlins universitet. Han utgav bland annat Die Getreideverwaltung in der römischen Kaiserzeit (1869), Untersuchungen auf dem Gebiete der römischen Verwaltungsgeschichte: I. Die kaiserlichen Verwaltungsbeamten bis auf Diokletian (1877, ny omarbetad och mycket utvidgad upplaga 1905, utan övertiteln), Lyon in der Römerzeit (1878), Zur Geschichte des lateinischen Rechts (i "Festschrift zur fünfzigjährigen Gründungsfeier des archäologischen Institutes in Rom", 1879), Gallische Studien (tre häften, 1883–84), Die Rangtitel der römischen Kaiserzeit (1901). Från 1872 var han medarbetare och efter Theodor Mommsens död 1903 ledare för utgivandet av Corpus Inscriptionum Latinarum, varvid han själv bearbetade "Inscriptiones Galliæ Narbonensis" (1888), "Inscriptiones Aquitaniæ et Lugdunensis" (1899) och "Inscriptiones Belgicæ" (1904), jämte supplement. Han verkade även som medutgivare av arkeologiska och epigrafiska tidskrifter i Wien och Berlin.